# Židovi Dervente
Židovi su nekadašnja etnička i vjerska skupina koja je djelovala u Derventi, u Bosni i Hercegovini. Sjedište Židovske općine se nalazilo u Derventi.

## Povijest
U Derventu su Židovi, uglavnom, stigli iz Sarajeva i Travnika ali su tu zatekli svoje sunarodnike koji su se doselili iz Austrije i Poljske. U Derventu su dolazili pretežno poslovni ljudi (trgovci, zanatlije) ali su dolazili i liječnici sa svojim obiteljima. Odnosi derventskih vlasti prema njima nisu se razlikovali od odnosa prema drugim stanovnicima grada. Židovi su se brzo uključili u mnoge životne tokove djelujući kao marljivi i štedljivi trgovci, dobre zanatlije, priznati ljekari i apotekari. Uskoro poprimaju običaje i jezik domaćeg stanovništva, te postepeno napuštaju svoju nošnju i zamjenjuju je uobičajenim načinom odijevanja stanovnika Dervente. Bilo je starijih osoba koje su nosile bosanska odijela, dok je većina nosila moderna odijela s običnim ili žirado šeširima. Samo su starije žene, u izuzetnim prilikama i svečanostima, nosile tradicionalnu "tukado" kapicu.
Doseljavanjem iz drugih dijelova Bosne i Hercegovine, broj Židova se u Derventi stalno povećavao. Godine 1879. godine u ovom gradu je živjelo je 30 Židova, a 1910. godine 136, od toga 76 sefardskog i 60 aškenaskog obreda. Ovaj proces tekao je kontinuirano i dalje, pa tako nakon Prvog svjetskog rata u Derventi živi više od 300 Židova.  Godine 1936. nakon prisajedinjenja Austrije Njemačkoj, više židovskih obitelji iz Beča i Graza doselile su se, bježeći pred nacističkim terorom, u Derventu. To su bile obitelji poznatih stručnjaka - ljekara. S ovom grupom doseljenika stigli su i akademski slikari Margo i Riketi. Oni su se brzo uklopili u gradsku sredinu, a svojim stručnim znanjima i vještinama mnogo su doprinijeli kvalitetu življenja građana Dervente.

### Holokaust
Godine 1941. s propasti Jugoslavije i uspostavljenjem Nezavisne Države Hrvatske, život Židova Dervente postaje nesnošljiv. Kotarska oblast i Gradsko poglavarstvo u Derventi izdali su naredbu da svi Židovi stariji od 14. godina, moraju nositi žutu traku izvan svoje kuće. Prekršitelji ove naredbe biće pritvoreni i kažnjeni novčanom kaznom. Istovremeno i njemačka Komanda mjesta u Derventi, izdaje sljedeću naredbu na njemačkom i hrvatskom jeziku: Židovi Svi Židovi moraju da nose žute trake oko ruke, Ko se nađe na ulici ili javnom mjestu bez trake oko ruke biće kažnjen po ratnim zakonima.
Pored ove mjere, navedeni organi su izdali nalog o popisu židovske imovine, a u svaku židovsku radnju postavljeni su komesari, koji su vodili radnju i odgovarali za imovinu u njoj. Židovima je bilo zabranjeno posjećivanje javnih lokala i kavana, kao što im je zabranjeno i kretanje gradom u vremenu od 20 do 07 sati. Ravnateljstvo ustaškog redarstva Nezavisne Države Hrvatske, svojim raspisom broj 19/41, uputilo je okružnicu svim velikim župama i Ustaškom povjereništvu za Bosnu i Hercegovinu a na ruke Jure Francetića. Okružnicom se pritvaraju svi Židovi i Srbi i deportuju u zbiralište - logor Gospić. Prema izvješću Kotarske oblasti u Derventi od 7. kolovoza 1941. godine, dana 1. kolovoza otpremljeno je u Gospić 25 Srba i Židova-komunista, kao i da će se opet izvjestan broj otpremiti u logor. 
Ustaška propaganda i teror uvjerili su mnoge Židove da je njihov opstanak u gradu nemoguć. Neki od njih potražili su spas u bjegstvu iz Dervente. Jedan broj Židova dobio je propusnice od Kotarske oblasti za izlazak iz grada. Ivan Čović funkcioner Hrvatske seljačke stranke, ih je besplatno prevozio u Mostar, a oni bi se dalje prebacivali u Dalmaciju i Italiju, te se tako spašavali od terora i smrti. Ne postoje pouzdani podaci o tome koliko je Židova spašeno na ovaj način. 
Posljednja grupa Židova deportovana je u logore kolovoza 1942. godine. Tada je u Derventu došao zloglasni šef Ustaškog redarstva iz Sarajeva Ivan Tolj i naredio da se svi preostali Židovi uhite i otpreme. Jedne noći policija je izvršila raciju i sve uhićene Židove odvela u "Štaparu" tranzitni ustaški logor preko puta željezničke stanice. Tu su potrpani u zatvorene, teretne vagone i u pratnji ustaša deportovani u logore Jasenovac i Đakovo gdje su svi ubijeni.

## Sinagoga
Od dolaska Židova i stvaranja njihove vjerske općine, pa sve do 1911. godine u Derventi nije postojala sinagoga, odnosno templ kako se taj hram nazivao, u narodu. Naime, Židovska zajednica je svoje vjerske obrede obavljala u posebnoj zgradi koju je Židovska općina kupila, u kojoj se nalazio i stan za rabina.
Stalnim porastom broja članova Židova u Derventi, ukazala se potreba za izgradnjom sinagoge. U tu svrhu osnovan je Odbor za izgradnju a od gradskih vlasti je dobiveno pogodno zemljište, kako bi gradnja što prije počela. Prostor na kojem se gradila sinagoga nalazio se između Srpske varoši i Harmana, a iza njega je prolazila željeznička pruga Derventa - Sarajevo i rijeka Ukrina.
Izgradnja sinagoge završena je 1911. godine, a njeno zdanje je podignuto u pseudomaurskpm stilu s arhitektonskim elementima korištenim kod španjolskih hramova. Unutrašnjost objekta bila je dekorirana drvenom ornamentikom sa svim nužnim vjerskim predmetima potrebnim za obavljanje obreda. Neposredno uz sinagogu nalazio se izvor kiselkaste vode. Uređeno je ovo izvorište koje je bilo ozidano kamenim blokovima, a i okolna domaćinstva su ga koristila za svoje potrebe. Narod ga je zvao "Česma kod Templa".
U Derventi je bilo smješteno i Židovsko groblje, koje se nalazilo na mjestu Rabić pored izlaza iz grada u smjeru Doboja. Na istoj lokaciji postoji i katoličko groblje koje je od židovskog bilo odvojeno putem za selo Tetim. Ovo je groblje izgrađeno 1884. godine. Poznato je da je posljednji član zajednice koji je sahranjen 1941. godine na ovom groblju bila majka dr. Jozefa Grünberga. Brigu oko pokopa ove starice i majke najpopularnijeg liječnika u Derventi, preuzeli su dr Hercogi njen prvi komšija Osman-beg Osmanbegović. Ovo se desilo kolovoza 1941. godine, kada je njezin sin dr Grünberg već bio deportovan u Jasenovac.
Poslije dolaska Nijemaca i ustaša, na tom mjestu su neki građani dobili dozvolu za gradnju privatnih kuća. Židovsko groblje je uništeno i potpuno zapušteno. Ostao je tek poneki nadgrobni spomenik zarastao u travu i korov. Posljednji rabin u Derventi bio je Jakob Papo, a posljednji predsjednik Židovske općine Levi Pesah.

## Vanjske poveznice
- Jevreji u Derventi